# Wayne Ferreira
Wayne Ferreira (n. 15 septembrie 1971, Johannesburg, Africa de Sud) este un jucător de tenis sud-african, medaliat olimpic. A participat la 3 ediții ale Jocurilor Olimpice (1992, 1996, 2000) în care a câștigat o medalie de argint.